# Шемшур, Виктор Григорьевич
Виктор Григорьевич Шемшур (род. 14 августа 1945, Черкассы) — советский и российский цирковой артист, акробат, дрессировщик, народный артист РСФСР (1991).

## Биография
Виктор Григорьевич Шемшур родился 14 августа 1945 года в Черкассах. В 1969 году окончил ГУЦЭИ. После службы в армии выпустил номер «Акробаты-вольтижеры», в котором работал вместе с женой.
Создал уникальный аттракцион «Акробаты-вольтижёры с медведями», в котором медведи крутили сальто, исполняли пируэты и точно приходили на палку, удерживаясь на узкой перекладине или попадая в руки партнёра-акробата. Со своим номером выступал на фестивале «Люди, звери, сенсация» в Западном Берлине. Гастролировал по всему миру, в том числе в Японии, Италии, Франции, Австралии.
В настоящее время — главный специалист Отдела творческого анализа и прогнозирования ФКП «Росгосцирк».

## Семья
- Жена — цирковая артистка Лариса Александровна Шемшур, заслуженная артистка РСФСР (1991)[2].
- Сын — Георгий Викторович Шемшур, востоковед.

## Награды и премии
- «Серебряный клоун» Международного фестиваля циркового искусства в Монте-Карло  (1976).
- Премия Ленинского комсомола — за большие достижения в области циркового искусства (1977).
- «Гран-при» на фестивале в Италии в Цирке «Орфей» в Риме (1985).
- Заслуженный артист РСФСР (14.02.1980)[3].
- Народный артист РСФСР (24.09.1991).
- Орден Дружбы (05.06.2000)[4].
- Высший приз «Ника» на фестивале «Золотой цирк» в Риме.
- Почётный артист швейцарского национального цирка Кни.
- Большая золотя медаль Парижского цирка «Буглион».